# Tomàn (band)
Tomàn is een Belgische rockband vernoemd naar een oude Perzische munteenheid.

## Biografie

### Oorsprong
Tomàn is ontsproten uit de West-Vlaamse klei: op een zolderkamer in Lo-Reninge kwamen enkele vrienden geregeld samen om zich uit te leven rond hun creativiteit en muziekinspiraties.
Wouter Vlaeminck, die zich vanaf jonge leeftijd toespitst op viool, piano en gitaar, leert tijdens zijn studies in Gent zijn gitaarvriend Bram Pauwels kennen. Tijdens het heen en weer gependel tussen Gent en Lo-Reninge leren ze ook Jens Vanysacker kennen die basgitaar speelt. Lode Vlaeminck, de broer van Wouter, drumt bij Levt, een lokaal bandje, en komt definitief bij de groep vanaf 1997.
De vier mannen gaan vaak naar de 4AD-club in Diksmuide, een van de meest alternatieve muziekclubs van Vlaanderen. Ze horen er heel wat toen nog onbekende groepen spelen, ze doen er inspiratie op en krijgen van Patrick Smagghe, de bezieler van de 4AD, advies en steun.
Na wat lokale optredens vormen ze in 2001 de groep Tomàn.
De naam van de groep ontstaat na het zien van een film over een historie met een Perzische kruik, film waarin in Tomàn betaald wordt.

### 2002-2010
Tomàn brengt een aantal demos uit, onder andere “Yeti”, waarmee ze in 2002 de Poppunt demopoll winnen en in het radioprogramma van Ayco Duyster komen. Achteraf brengen ze ook “Eiffel” uit en “It is important for the Experiment that you continue”.
Ze beginnen grotendeels minutenlange instrumentale muziek te brengen en weemoedige postrock, waarbij de stem een instrument is die spaarzaam en subtiel ingezet wordt.
In 2003 winnen ze de vierde editie van de rockrally “Verse Vis” in Leffinge. Hierna mogen ze de tweede festivaldag van Leffinge Leuren openen. De demos en de publiciteit leveren hen verschillende optredens op in de West-Vlaamse clubs.
Begin 2004 brengt Tomàn in eigen beheer hun eerste CD “Malin Head” uit. Twee songs stammen uit een studio, de vier andere worden thuis in elkaar geknutseld. Ze komen in de halve finale van Humo’s RockRally en kunnen deelnemen aan Westtalent en de Goddeau demopoll.
Het is Geert Plessers van Confuse The Cat die de kwaliteit van Tomàn erkent terwijl hij ze aan het werk ziet in het voorprogramma van “Death Cab for Cutie” in de Brusselse AB. Hij helpt hen aan een platencontract bij Zeal Records.
In 2005 wordt bij Zeal Records het eerste album “Catchin’ a Grizzly Bear – lesson one uitgebracht. Voor het mixen van de CD doet de groep beroep op Jürgen De Blonde (Köhn) van de Portables. Aan de sfeervolle songs en de minutieus opgebouwde spanning en sfeer voegt Köhn een eenheid en wat spaarzame elektronica toe. Het album leidt Tomàn naar het enkele festivals, waaronder het Dourfestival en het Pinkpopfestival in Geleen (NL).
In oktober 2006 brengt Tomàn het album “Perhaps We Should Have Smoked The Salmon First” uit. Ze belanden ermee op nummer 3 van de Top 10 van Focus Knack. De plaat ademt een rustige, mysterieuze sfeer uit en sommige extracten worden als soundtracks gebruikt in TV programma’s. Het album komt tevens uit in de States (via Graveface). Samen met Madensuyu onderneemt Tomàn in het voorjaar van 2007 een eerste buitenlandse tournee. Tevens maakt de band een goede beurt op de 22ste editie van Pukkelpop.
De groep wordt in diezelfde periode uitgebreid met Senne Guns (klavier, synthesizer). Alexander Vanysacker, de broer van Jens (die zich nu volledig op Focus en WTV toelegt), wordt de nieuwe gitarist.
Begin 2009 brengt Tomàn een album uit “Where Wolves Wear Wolf Wear”. Dit is, zoals De Morgen schrijft, “een fabel over hebberigheid, primaire instincten en bureaucratische potentaten”. Het is een zeer gevarieerde avontuurlijke plaat met een aaneenschakeling van uitgestrekte soundscrapes. Platenlabel Graveface in de States toont opnieuw interesse voor de groep en brengt het album uit op vinyl. Ook het platenlabel Happy Prince in Japan brengt de muzikale fabel uit. De storyline wordt geïllustreerd met een stripverhaal, wat aanleiding geeft voor een nominatie voor de MIA Awards 2010 categorie Artworks.

## Leden
- Wouter Vlaeminck (Gitaar, Bas, Toetsen, Zang)
- Bram Pauwels (Gitaar, Bas, Zang, Laptop)
- Lode Vlaeminck (Drums, Korg, Zang)
- Senne Guns (Rhodes, Moog, Juno)
- Alexander Vanysacker (gitaar)

## Discografie
- 2002: Yeti (demo)
- 2003: Eiffel (demo)
- 2003: It is important for the Experiment that you continue (demo)
- 2004: Malin Head (album – 6 tracks)
- 2005: Catchin’ a Grizzly Bear – lesson 1 (album)
- 2006: Perhaps We Should Have Smoked The Salmon First (album)
- 2009: Where Wolves Wear Wolf Wear (album)
- 2012: Postrockhits vol II